# Џон Квинси Адамс
Џон Квинси Адамс (енгл. John Quincy Adams; Брејнтри, 11. јул 1767 — Вашингтон, 23. фебруар 1848) је био амерички дипломата, политичар и шести председник Сједињених Америчких Држава (4. март 1825 — 4. март 1829). Био је члан Федералистичке, Демократско-републиканске, Национално-републиканске и касније Антимасонске и Виговске партије. Џон Квинси Адамс био је син председника Сједињених Држава Џона Адамса и Абигејл Адамс. Као дипломата учествовао је у многим међународним преговорима и у формулисањем Монроове доктрине. Као председник предлагао је широку модернизацију али није наилазио подршку у Конгресу. Потом је био члан Конгреса и главни противник Моћи робова међу конгресменима и тврдио је да ако би избио грађански рат председник би могао да употреби своја ратна овлашћења у циљу аболиције робова што је учинио Абрахам Линколн.
Године 1841. године успешно је одбранио робове у случају Амистадске побуне.